# 2007 en Océanie
Chronologie de l’Océanie
- 2003
- 2004
- 2005
- 2006
- 2007
- 2008
- 2009
- 2010
- 2011

Cet article concerne les événements thématiques qui se sont produits durant l'année 2007 en Océanie, sauf dans les pays ayant leur propre article.

## Politique

### Élections
- Australie : les élections fédérales organisées le 24 novembre 2007 virent la défaite du Parti libéral⁣⁣, alors en gouvernement. Kevin Rudd, dirigeant du parti travailliste, devient le nouveau Premier ministre australien[1].

## Annexe